# Осіма Юміко
Юміко Осіма (яп. 大島弓子, О:сіма Юміко, нар. 31 серпня 1947) — манґака, що входила в «Союз 24 роки». Є однією з найвідоміших манґак, які заклали основи сьодзьо-манґи. Її першою професійною роботою стала Paula no Namida (1968) в журналі Margaret. В 1978 року вона здобула премію видавництва «Коданся» в категорії «сьодзьо» за манґу Wata no Kuni Hoshi, а 2008 року — приз Тедзуки Осаму за досягнення в області культури в категорії «Коротка історія» за «Cher Gou-Gou…mon petit chat, mon petit ami» (невелика історія, що входить до серії Guu-guu Datte Neko De Aru). Вважається, що Осіма, завдяки манзі Wata no Kuni Hoshi, зробила популярними некомімі.

## Роботи
- Paula no Namida (яп. ポーラの涙, «Сльози Паули»), 1968
- Tanjou (яп. 誕生), 1970—1971
- Sakura Jikan (яп. 桜時間, «Пора цвітіння сакури»), 1972
- Mimoza-yakata de Tsukamaete (яп. ミモザ館でつかまえて), 1973
- Nazuna yo Nazuna (яп. なずなよなずな), 1974
- Ichigo Monogatari (яп. いちご物語, «Полунична історія»), 1975
- Freud-shiki Ranmaru (яп. F式蘭丸), 1975
- Shichigatsu Nanoka ni (яп. 七月七日に), 1976
- Banana Bread no Pudding (яп. バナナブレッドのプディング), 1977—1978
- Wata no Kuni Hoshi (яп. 綿の国星), 1978—1987
- Akasuika Kisuika (яп. 赤すいか黄すいか), 1979
- Kinpatsu no Sōgen (яп. 金髪の草原), 1983
- Mainichi ga Natsuyasumi (яп. 毎日が夏休み), 1989
- Koi wa Newton no Ringo (яп. 恋はニュートンのリンゴ), 1990
- Christmas no Kiseki (яп. クリスマスの奇跡), 1995
- Guu-guu Datte Neko De Aru (яп. グーグーだって猫である), 1996 — наш час